# Cerodontha longipennis
Cerodontha longipennis  (лат.) — вид двукрылых из семейства минирующих мух рода Cerodontha подрода Icteromyza.

## Описание
Длина крыла у самцов 1,6-2,6 мм, у самок 1,9-2,9 мм. Тело полублестящее, лоб слегка бархатистый. Высота глаза в 5,6-7,7 раза больше высоты щек. Лоб светло-жёлтый, становится беловатым спереди на лобно-орбитальной пластинке. Верхних и нижних орбитальных щетинок по две штуки, при этом передняя из нижних орбитальных щетинок может быть укорочена или отсутствовать. Глазковые и заглазковые щетинки немного длиннее фронто-орбитальных. На среднеспинке имеются четыре пары дорсоцентральных щетинок, длина которых слегка уменьшается кпереди. Усики от грязно-оранжевые до коричневатых. Второй членик более тёмный с жёлтым дистальным краем. Третий членик усика у самцов более тёмный в основной половине внутренней поверхности и вдоль дорсального края. Третий членик усика у самки темно-коричневый до коричневого с оранжевым оттенком, который может преобладать вдоль основания. Затылок темно-коричневый. Грудь тёмно-коричневая с умеренным сероватым налётом. Край калиптера и волоски на нём светло-жёлтые. Жилки крыльев коричневые, при основании жёлтые. Жужжальца жёлтые. Ноги тёмно-коричневые, голени и лапки более бледно-коричневые. Вершинная часть бёдер может быть до половины светло-жёлтой, но иногда на средних и задних ногах жёлтой являются только вершинная четверть. Голени у основания узко жёлтые. Брюшко тёмно-коричневое.

## Биология
Развивается на осоковых и ситниковых. Личинка образует мины на листьях и стеблях кормовых растений. Окукливание происходит вне мины.

## Распространение
Встречается в США и Канаде.